# Alfonso Colodrón
Alfonso Colodrón Gómez-Roxas (Granada, 1945) es un escritor, traductor, terapeuta Gestalt, consultor transpersonal y conferenciante español.

## Trayectoria
Nació en Granada en 1945, en el seno de una familia de diez hijos de padre vallisoletano, Catedrático de Lengua y Literatura y madre china, que había sido adoptada por una familia hispano-filipina con la que llegó a España en 1918 y que conoció a su marido siendo estudiante de Filosofía y Letras. En Granada, Colodrón fue alumno del Instituto Padre Suárez. Cuando tenía 16 años, la familia se trasladó a Madrid para facilitar la educación universitaria de los hijos, por lo que pudo asistir a la Universidad Autónoma de Madrid y licenciarse en Derecho. En 1968, logró una beca para viajar a Francia y realizar un doctorado en Derecho Laboral. Obtuvo una licenciatura en Ciencias Sociales del Trabajo en la Sorbona. Más tarde, estudió relaciones Internacionales en la Universidad de Estrasburgo. Durante su estancia en París, vivió los acontecimientos de Mayo del 68 y combatió la dictadura franquista desde la editorial con sede en la capital francesa, Ruedo Ibérico, con la que comenzó colaborando y en cuyo equipo de dirección se integró durante la última etapa de la editorial.
En 1976 inició una vuelta alrededor del mundo desde París durante la que entró en contacto con disciplinas como el taoísmo, el yoga, la meditación vipassana, el vegetarianismo y la vida ecológica alternativa que marcaron su futuro. A su regreso a España en 1981, cofundó y participó en algunas comunidades de vida alternativa para el desarrollo personal y espiritual, orientadas a la ecología como Iriépal, Hanta Yo, Arco Iris o Tierra Nueva.
Se formó en Ginebra en terapias humanistas y, con Claudio Naranjo en Psicología integradora de los Eneatipos (programa SAT) para posteriormente ofrecer terapias basadas en la psicología humanista. Fue pionero en España en la creación de grupos de hombres como espacios de crecimiento para tratar de superar los modelos masculinos tradicionales. Es fundador de Círculos de Hombres en Marcha y Hombres Jóvenes en Equilibrio. También ha organizado grupos mixtos para trabajar temas de género. Otra de sus áreas de interés es la relación y la comunicación intergeneracional que trata de fomentar mediante la organización de encuentros.
Interesado en la jardinería, lidera y participa en proyectos de transformación de espacios naturales municipales degradados como el Jardín de Libros nómadas en Madrid. En Pozuelo de Alarcón fue el impulsor del jardín de Los hortales, un jardín comunitario que inició su andadura en 2012 y fue desmantelado en 2017. Es Secretario General de la asociación Reforesta.
Colodrón es traductor de numerosos libros de psicología humanista y transpersonal, orientalismo, espiritualidad, historia o política. Ha traducido obras como I Ching: El libro del cambio, El libro del té, El arte del liderazgo: lecciones zen sobre el arte de dirigir, El arte de la estrategia: ideas creativas basadas en la antigua sabiduría china o Camino de guerreros, códigos de reyes: lecciones de estrategia de los textos clásicos chinos y ha escrito sobre desarrollo personal, espiritualidad o política en libros y en artículos de periódicos y revistas especializadas como Verdemente, Espacio Humano o Vasos Comunicantes Revista de ACE Traductores. También ha escrito libros y artículos bajo diferentes pseudónimos, generalmente colectivos, como el capítulo La información sobre las huelgas en España. Un ejemplo de la manipulación de la noticia por la prensa, en el tomo 2 de la obra Horizonte Español (1972) que escribió con el pseudónimo Oliverio Gamo (Miguel Ángel Conde y Colodrón) o el artículo La generación de la Zarzuela en el nº 41, 42 (1973) de Cuadernos de Ruedo Ibérico, con el pseudónimo Colectivo 36 (Luis Peris Mencheta, Joan Martínez Alier, José Martínez Guerricabeitia y Colodrón).

## Obra
- 1971 - Aportación al estudio de la huelga general de Barcelona de 1902. Tesis doctoral publicada como separata no editorial del nº 33 de Revista de Trabajo pp. 67-119.
- 1976 - Libro blanco sobre las cárceles franquistas 1939 – 1976. En colaboración con Luis Peris Mencheta, Juan Martínez Alier y José Martínez. Ruedo Ibérico.
- 2005 - El latido de las palabras: escuchar y celebrar la vida. Dilema. ISBN 978-84-8352-029-1.
- 2008 - La adopción: un viaje de ida y vuelta. Desclée De Brouwer. ISBN 978-84-33022295.
- 2009 - Tao Te Ching al alcance de todos: el libro del equilibrio. Edaf. ISBN 978-84-41421035.
- 2010 - Quiéreme libre, déjame ser: Lo masculino, lo femenino y la pareja. Desclée De Brouwer. ISBN 978-84-33024541.
- 2012 - Hora de despertar: Política y espiritualidad en la vida cotidiana. Kairós. ISBN 978-84-99881355.
- 2014 - Guía para hombres en marcha: de la línea al círculo. Desclée De Brouwer. ISBN 978-84-33027504.
- 2017 - Las pasiones capitales: Iniciación heterodoxa al Eneagrama. Ediciones Literarias Mandala. ISBN 978-84-16765-77-5.
- 2019 - Relatos de un minuto, en coautoría con Andrea Bocconi. Ediciones Literarias Mandala. ISBN 978-84-17693-65-7.